# Taring Radja
Taring Radja, persoonsnaam Tsotra Namgyal (1878-1942), was een Sikkimmees prins en Tibetaans politicus. Hij woonde in Taring, in de buurt van Gyantse in Centraal-Tibet (tweede kwart van 20e eeuw).

## Familie
Hij had drie zoons, Jigme, Chhime en Namgyal, en vier dochters die respectievelijk trouwden met Ragashar, Kyibu II en Numa; de vierde werd een non.

## Loopbaan
Taring Radja was een functionaris 4e rang voor de regering van historisch Tibet, maar liet zijn verplichtingen in Lhasa uitvoeren door zijn zoon Jigme.
Hij was een oudere broer van de maharadja van Sikkim, Sidkeong Tulku Namgyal. De titel van radja werd hem in 1922 door de regering van Brits-Indië geschonken.